# Egelantier (Haarlem)
De Egelantier, het voormalige Sint Elisabeth Gasthuis of Groote Gasthuis, en van 1973 tot 1991 Elisabeth Gasthuis (EG), is een voormalig ziekenhuiscomplex aan de Gasthuisvest in de Nederlandse stad Haarlem. Het gebouwencomplex huisvestte omstreeks 1990 onder meer Museum Haarlem en het ABC Architectuurcentrum.
Door de stadsbrand van 1576 werd het Oude Gasthuis op de Botermarkt in de as gelegd, net als een groot deel van de rest van de stad. Hierna mocht er van het stadsbestuur een nieuw ziekenhuis aan de Gasthuisvest en het Groot Heiligland gebouwd worden dat in 1581 officieel in gebruik werd genomen.
In 1973 verhuisde het ziekenhuis naar Schalkwijk en veranderde de naam in Elisabeth Gasthuis (EG). Dit ziekenhuis is in 1991 gefuseerd met twee andere ziekenhuizen tot het Kennemer Gasthuis, dat op zijn beurt in 2015 fuseerde met het Spaarne Ziekenhuis tot het Spaarne Gasthuis.
In juni 2021 werd bekend dat de ontwikkelcombinatie van Lingotto en Amsterdam Village Company het gebouw hebben verworven nadien het door de gemeente te koop was gezet. Het gebouw zal worden ontwikkeld tot boetiekhotel met 95 kamers. Hiernaast worden een cultureel programma, een café-restaurant en tien woningen voor kunstenaars in het gebouw gerealiseerd. Het ontwerp van deze renovatie is van de hand van MNNR architects in samenwerking met archivolt architecten.